# Хроническая болезнь почек
Хрони́ческая боле́знь по́чек (англ. chronic kidney disease, сокр. ХБП) — повреждение почек либо снижение их функции в течение 3 месяцев и более. Заболевание классифицируется на 5 стадий, которые различаются по тактике ведения больного и риску развития терминальной почечной недостаточности и сердечно-сосудистых осложнений.

## Современная классификация
Современная классификация основана на двух показателях — скорости клубочковой фильтрации (СКФ) и признаках почечного повреждения (протеинурия, альбуминурия). В зависимости от их сочетания выделяют пять стадий хронической болезни почек.
| стадия | описание                                          | СКФ, мл/мин/1,73м² |
| ------ | ------------------------------------------------- | ------------------ |
| 1      | Признаки нефропатии, нормальная СКФ               | > 90               |
| 2      | Признаки нефропатии, легкое снижение СКФ          | 60 – 89            |
| 3А     | Умеренное снижение СКФ                            | 45 – 59            |
| 3Б     | Выраженное снижение СКФ                           | 30 – 44            |
| 4      | Тяжелое снижение СКФ                              | 15 – 29            |
| 5      | Терминальная хроническая почечная недостаточность | < 15               |

Стадии 3—5 соответствуют определению хронической почечной недостаточности (снижение СКФ 60 и менее мл/мин). Стадия 5 соответствует терминальной хронической почечной недостаточности (уремия).

## Устаревшее определение хронической почечной недостаточности
Ранее хронической почечной недостаточностью (сокр. ХПН) называли медленно прогрессирующее нарушение выделительной функции почек, длящееся в течение месяцев или лет, и определяемое по снижению скорости клубочковой фильтрации ниже нормы, которая обычно косвенно определялась путём измерения содержания креатинина в сыворотке крови. Существовало несколько различных классификаций ХПН; в частности, использовались классификации Ратнер М. Я. (по уровню креатинина), Тареева (по величине СКФ), урологов Лопаткина и Кучинского (комплексная).
В отличие от острой почечной недостаточности, ХПН развивается постепенно вследствие прогрессирующей необратимой утраты паренхимы почек (снижения количества функционирующих нефронов).

### Стадии заболевания
1. Полиурическая (стадия компенсации, латентная, доазотемическая) — клинические проявления, связанные с основным заболеванием, а также полиурия, никтурия и изостенурия.
2. Стадия клинических проявлений (Азотемическая, олигоанурическая) — появление интоксикации: анорексия, неврологические нарушения (головная боль, апатия, снижение зрения, бессонница), боли в костях и суставах, зуд. Появляются диспепсические нарушения — диарея, рвота. Со стороны сердечно-сосудистой системы — тахикардия, аритмия.
3. Стадия декомпенсации — присоединяются стоматиты, гингивиты, плевриты, перикардиты, отёк лёгких.
4. Терминальная (уремическая, анурическая) стадия. Исход обычно летальный, единственный выход в этой ситуации — радикальная пересадка почки. Также эту стадию можно отсрочить пожизненным гемодиализом.

### Лабораторная диагностика
- КФ (клубочковая фильтрация) менее 20 мл/мин на 1,73 м² (проба Реберга)
- креатинин сыворотки более 0,132 ммоль/л
- мочевина более 8,3 ммоль/л

При гибели менее 50 % нефронов ХПН можно выявить только при функциональной нагрузке.

## Причины
Риск развития и прогрессирования хронической болезни почек увеличивается под действием ряда широко распространённых факторов:
- Артериальная гипертензия
- Сахарный диабет
- Гиперлипидемия
- Ожирение
- Курение
- Инфекции нижних мочевых путей и обструкция мочевого тракта
- Аутоиммунные заболевания
- Наследственная отягощенность (ХБП у родственников)
- Системные инфекции, острая почечная недостаточность
- Лекарственные поражения почек
- Пожилой возраст
- Токсические поражения почек (алкоголь и его суррогаты, воздействие свинца, ртути, фунгициды, дезинфицирующие средства, героин, органические растворители)

Наиболее распространёнными причинами ХПН в странах Северной Америки и Европы являются диабетическая нефропатия, артериальная гипертензия и гломерулонефрит. 
Хроническая болезнь почек может являться следствием многих других причин, от потери почки вследствие травмы до наследственных заболеваний, таких как поликистоз почек (подробнее см. нефрология) и болезнь Фабри.

## Основные клинические симптомы
- Азотемия
- Повышенное артериальное давление
- Электролитные нарушения (снижение кальция и натрия, увеличение магния и калия)
- Ацидоз
- Анемия (вследствие нарушения выработки почками эритропоэтина)

## Лечение
При заболеваниях почек лечение состоит из специфического лечения конкретного заболевания и нефропротективного лечения, универсального для всех патологий почек.
Специфическое лечение назначается в зависимости от конкретного заболевания. При гломерулонефритах, поражении почек при системных заболеваниях соединительной ткани применяют стероиды, БИАРЛ (болезнь-изменяющие антиревматические лекарства). При инфекционных поражениях почек и мочевыводящих путей — антибиотики. При диабетической нефропатии — коррекция уровня глюкозы крови.
Показаны физические нагрузки, поддержание нормальной массы тела, малобелковая диета при стадии ХБП 3 и низкобелковая при 4-5 стадии ХБП (до начала диализа). Всем пациентам обязателен контроль пищевого рациона для профилактики белково-энергетической недостаточности. Показан кетостерил по 1 таб на 5 кг массы тела. Повышенный калораж пищи.
Основным в нефропротективном лечении является блокада ренин-ангиотензин-альдостероновой системы за счёт нескольких групп лекарственных препаратов: блокаторов ангиотензин-превращающего фермента, блокаторов рецепторов ангиотензина, антагонистов альдостерона, прямых ингибиторов ренина и др. Важнейшим является лечение, снижающее уровень протеинурии, посредством нормализации внутриклубочковой гипертензии (блокада РААС) и защиты проксимального эпителия от токсического эндоцитоза протеинов (антиоксиданты). Неспецифическим, но важным лечением является антигипертензивная терапия при сопутствующей артериальной гипертензии).
При лечении артериальной гипертензии в сочетании с ХБП используется комбинация двух препаратов: блокатор РААС (ингибитор АПФ, БРА) + антагонист кальция или диуретик. При СКФ < 30 необходимо использовать петлевые диуретики, поскольку тиазидные и тиазидоподобные диуретики значительно менее эффективны или  неэффективны при снижении СКФ до этих значений. При неэффективности комбинация трех препаратов: ингибитор апф или бра + бкк + диуретик. При неэффективности добавление спироналактона (противопоказан при СКФ < 30) или бета-адреноблокатора или антагониста имидазолиновых рецепторов.
При развитии терминальной почечной недостаточности необходимо проведение диализа (гемодиализ или перитонеальный диализ) или трансплантация почки.